# ماري غاردينر برينارد
ماري غاردينر برينارد (بالإنجليزية: Mary Gardiner Brainard)‏ (19 يونيو 1837 - 30 نوفمبر 1905)؛ كاتِبة وشاعرة أمريكية.